# کوزیا
کوزیا (به صربی: Kozja) یک منطقهٔ مسکونی در صربستان است که در بلا پالانکا واقع شده‌است. کوزیا ۷۶ نفر جمعیت دارد.